# Gotthardskirche (Lansach)

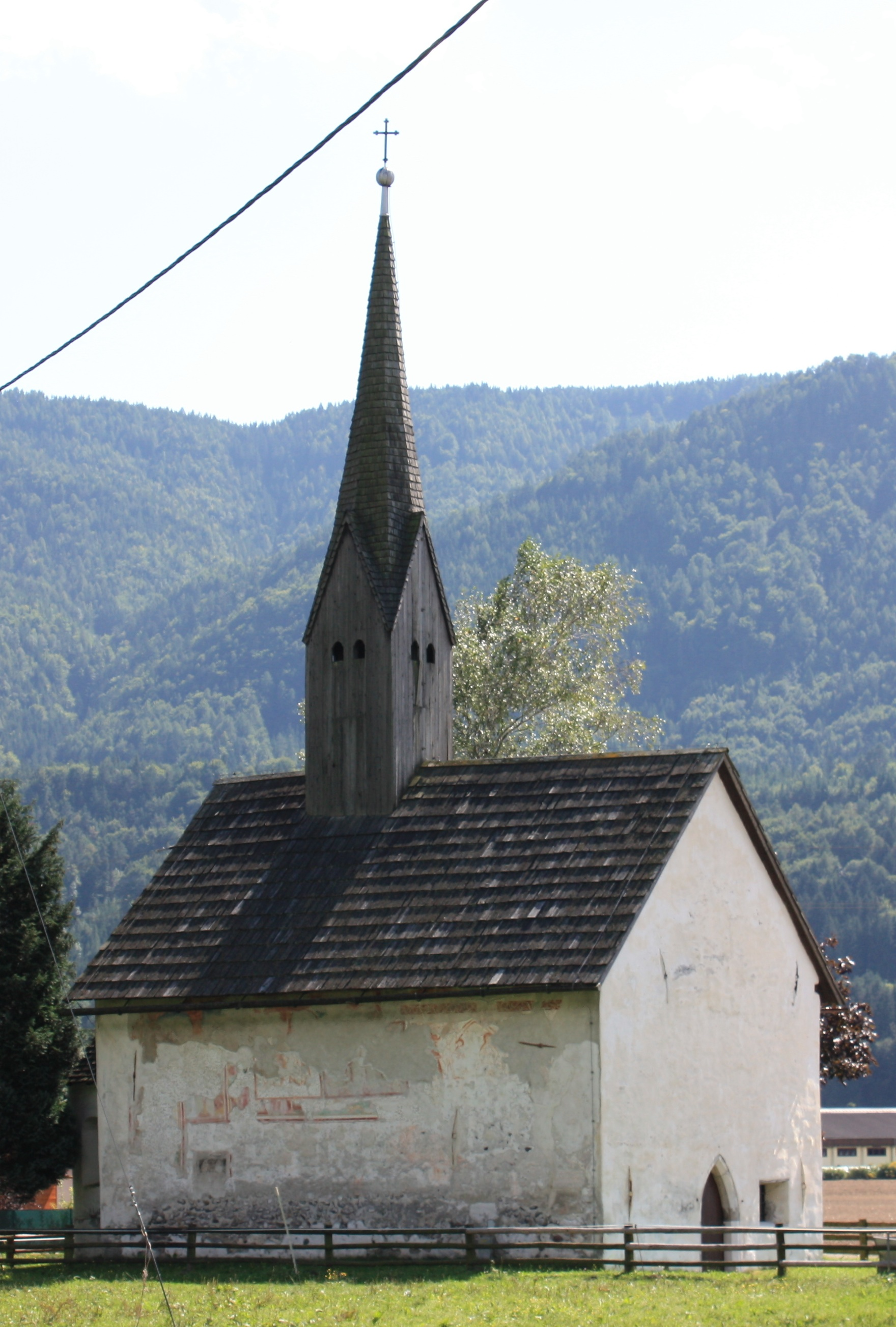

Die römisch-katholische Gotthardskirche Lansach in der Gemeinde Weißenstein ist eine Filialkirche der Pfarre Weißenstein. Die 1487 erstmals urkundlich erwähnte Kirche war lange Zeit profaniert und dem Verfall preisgegeben. 1982 erfolgten eine Restaurierung und eine Neuweihe. Das Gebäude steht unter Denkmalschutz (Listeneintrag).

## Beschreibung
Das Gotteshaus ist ein kleiner romanischer Bau mit einer eingezogenen, niedrigen Rundapsis und einem hölzernen Dachreiter mit Spitzhelm. Das ganze Gebäude ist mit Holzschindeln gedeckt. An der Nordwand ist ein Kreuzigungsfresko aus dem 16. Jahrhundert und darunter die Fresken zweier Heiliger aus dem 15. Jahrhundert erhalten. Die Fresken des Abendmahls und des heiligen Christophorus sind kaum mehr erkennbar. Man betritt die Kirche durch das profilierte, spitzbogige Westportal aus der Gotik.
Das einjochige Langhaus ist mit einer neuen Holzflachdecke ausgestattet. Ein halbkreisförmiger Triumphbogen verbindet das Langhaus mit der tonnengewölbten Apsis. Die um 1250 entstandenen Wandmalereien über dem Rundbogenfenster wurden 1982 freigelegt: dargestellt ist der heilige Godehard mit Mitra ein Buch haltend, flankiert von zwei halbfigurigen Engeln. Die Wandmalereien in den Medaillons stammen aus der ersten Hälfte des 18. Jahrhunderts: an der Nordwand ist der Freudenreiche, an der Südwand der Schmerzhafte und in der Apsis der Glorreiche Rosenkranz wiedergegeben.